# Biblioteca Hammersmith
A Biblioteca Hammersmith (em inglês:  Hammersmith Library) é um edifício na Shepherd's Bush Road, Hammersmith, Londres. Foi construído em 1905 e projetado pelo arquiteto Henry Hare.
No local, há estátuas de John Milton no canto superior esquerdo da entrada principal, no primeiro andar; enquanto que na parte superior direita da porta principal está a estátua de William Shakespeare.
À direita destas estátuas, entre as janelas na ala sul da biblioteca, há uma figura masculina com um livro, representando a Literatura, junto à figura feminina com um pincel, representando a Arte;logo à esquerda das estátuas de Milton e Shakespeare, entre as janelas na ala norte, encontra-se uma figura feminina com uma roda representando A Fiação e uma figura masculina com um compasso, representando a Astronomia.